# Archivzweckbau
Archivzweckbauten dienen der dauerhaften Verwahrung von Archivgut unter Schaffung geeigneter Lagerungsbedingungen. Sie werden zur präventiven Bestandserhaltung und der Sicherung errichtet.

## Anforderungen
Aus der gesetzlichen Vorgabe zur dauerhaften Erhaltung der Archivalien ergeben sich notwendige Maßnahmen zur Regulierung von Klima, Luft und Licht, die Schäden durch Schimmelbildung, Schadstoffe oder Sonnenlicht vermeiden sollen.
Die Sicherung des Archivguts vor Verlust und der Schutz vor Havarien, Bränden oder Naturkatastrophen erfordern bauliche und technische Vorsorgemaßnahmen im Rahmen der archivischen Notfallplanung.
Neben archivfachlichen Normen und Richtlinien sind außerdem arbeits- und gesundheitsrechtliche Dinge zu  beachten:
- DIN ISO 11799 Information und Dokumentation – Anforderungen an die Aufbewahrung von Archiv- und Bibliotheksgut
- Verordnung über Sicherheit und Gesundheitsschutz bei Tätigkeiten mit biologischen Arbeitsstoffen
- Technische Regel für Biologische Arbeitsstoffe 240: Schutzmaßnahmen bei Tätigkeiten mit mikrobiell kontaminiertem Archivgut
- Arbeitsstättenverordnung
- Berufsgenossenschaftliches Vorschriften- und Regelwerk

## Vorgaben
Als eine Vorgabebedingung gilt das Lagergut. Hier geht es um die Art der Archivalien (Akten, Karten, Fotos, Filme), die eingelagert werden sollen. Das hat Einwirkungen auf die klimatischen Anforderungen, die Statik des Gebäudes und die Regalausstattung der Räume. Bei der Frage nach der Lagerart ist die Regalausstattung der Räume zu berücksichtigen (nach Aufstellung, liegend oder stehend, nach der Verpackung oder den Aufbewahrungsformaten). Bei Altregistraturen, Verwaltungs- und Zwischenarchiven spielt die Lagerdauer eine Rolle. Zur Lagermenge muss beachtet werden, welchen Umfang die Lagerräume benötigen, sowohl aus Sicht der aktuellen Bestände als auch unter Berücksichtigung der Zuwächse für die nächsten Jahre. Entscheidend ist also der Planungszeitraum, für den das Magazin ausreichen soll.

## Lage des Gebäudes
Bei der Lage eines Gebäudes sollten folgende Aspekte beachtet werden:
- keine Gefahr durch Überschwemmungen, Erdrutsche oder anderen Naturkatastrophen
- keine feuer- und explosionsgefährlichen Anlagen im Umfeld (z. B. auch Tankstellen)
- keine Fabriken und Industrieeinrichtungen in der Nähe, die schädliche Gase, Rauch oder Staub ausstoßen
- keine möglichen militärischen Ziele in der Umgebung
- schnelle Erreichbarkeit des Geländes für die Feuerwehr
- Ausrichtung der Räume nach Norden zur Reduzierung der Sonneneinwirkung
- Zufahrtsmöglichkeit für LKW zum Gebäude und ausreichend Transportwege auf dem Gelände
- Angrenzende Reserveflächen für spätere Erweiterungsbauten

### Sicherung des Gebäudes und der Räume
Es gibt verschiedene Maßnahmen um ein Archivmagazin zu sichern.
- Sicherung des Gebäudes durch Zäune, Gitter, Wachdienst usw.
- besondere Sicherung von Türen und Fenstern mit Alarmanlage, Gitter, Folien, Sicherheitsglas usw.
- Einbruchmeldesystem
- Zugang für die Öffentlichkeit verweigern
- verschließbare Türen zu den anderen Bereichen des Archivgebäudes
- geringe Zahl der Zugänge (keine Fenster), aber ausreichende Fluchtwege und Notausgänge

## Anforderungen an einen Magazinraum
Bei den Anforderungen an einen Magazinraum unterscheidet man zwischen Aufteilung und Nutzung der Räume und Größe und Gestaltung der Räume. Die Räume sollten:
- baulich getrennt vom öffentlichen Archivbereich sein.
- eine abgeschlossene Einheit im Gebäude bilden.
- getrennt von reinen Bearbeitungsräumen sein.
- geteilt in mehrere kleine Räume sein.
- wenig Stützen oder Zwischenwände haben, damit der Raum optimal ausgenutzt werden kann.
- ausgestattet sein mit schmutzabweisenden sowie leicht und feucht zu reinigenden Wänden, Oberflächen und Böden.

Außerdem sollte das Klima, die Belüftung und die Beleuchtung einem Archivraum beachtet werden.
Sowohl Klima als auch Belüftung müssen stets konstant bleiben und innerhalb der für die einzelnen Archivgutarten geeigneten Grenzwerte, z. B. für Papierakten 14–18 °C und 35–50 % relative Feuchte (vgl. DIN ISO 11799 Anhang B). Zur Kontrolle können Messgeräte, die regelmäßig und durchgängig Temperatur und Luftfeuchte aufzeichnen, installiert werden.
Damit eine ständige Belüftung herrscht sollten Lüftungsabstände zwischen den Regalen und den Fachböden eingerichtet werden.
Die Fenster sollten gegebenenfalls lichtdicht oder abgedunkelt sein, damit ein Schutz vor natürlicher Belichtung durch Tageslicht gewährleistet ist. Außerdem sollte das Licht nach verlassen des Raumes ausgeschaltet werden, damit nicht dauerhaft beleuchtet wird.